# Graszwartkorstje
Het graszwartkorstje (Phyllachora graminis) is een schimmel behorend tot de familie Phyllachoraceae. Het komt voor in graslanden en hooilanden. Hij leeft saprotroof op grasachtigen.

## Kenmerken
Het parasiteert veel grassoorten en veroorzaakt zwarte vlekken op grasbladeren. De endofyt, haar microsclerotia en perithecium vruchtlichamen zijn volledig ondergedompeld in de gastheerweefsels, alleen hun gaten (ostiolen) zijn aanwezig op het bladoppervlak. Er verschijnen zwarte vlekken op de bladeren waar het mycelium en de vruchtlichamen van de ziekteverwekker voorkomen.

## Verspreiding
De soort is wijd verspreid. Het is bekend dat de soort voorkomt in Noord-, Midden- en Zuid-Amerika, Europa, Azië, Afrika en de eilanden van de Indische Oceaan. Het komt voor in verschillende klimaatzones, meestal in gebieden met een gematigd klimaat. 
In Nederland komt het graszwartkorstje vrij zeldzaam voor.

## Foto's

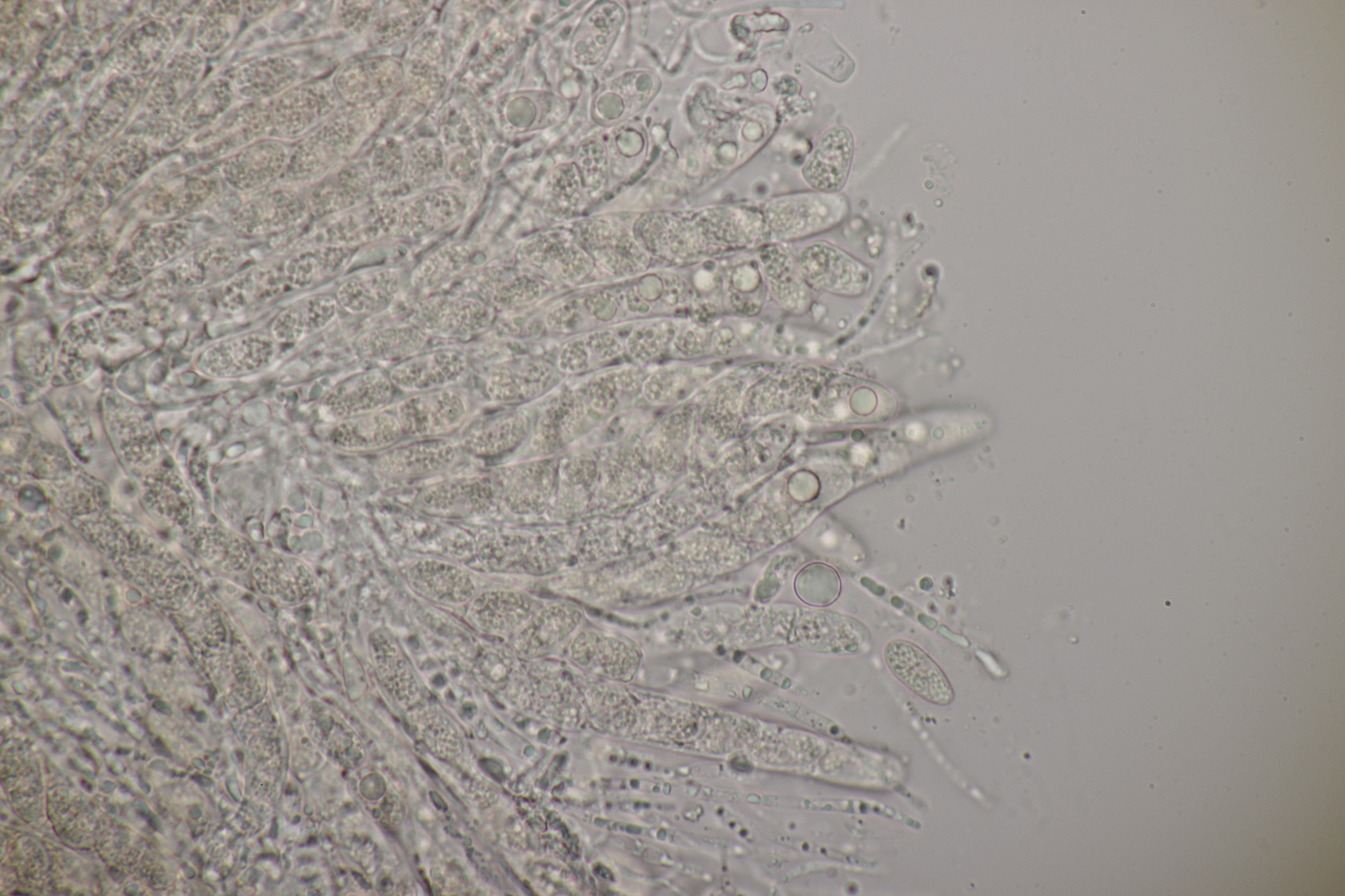
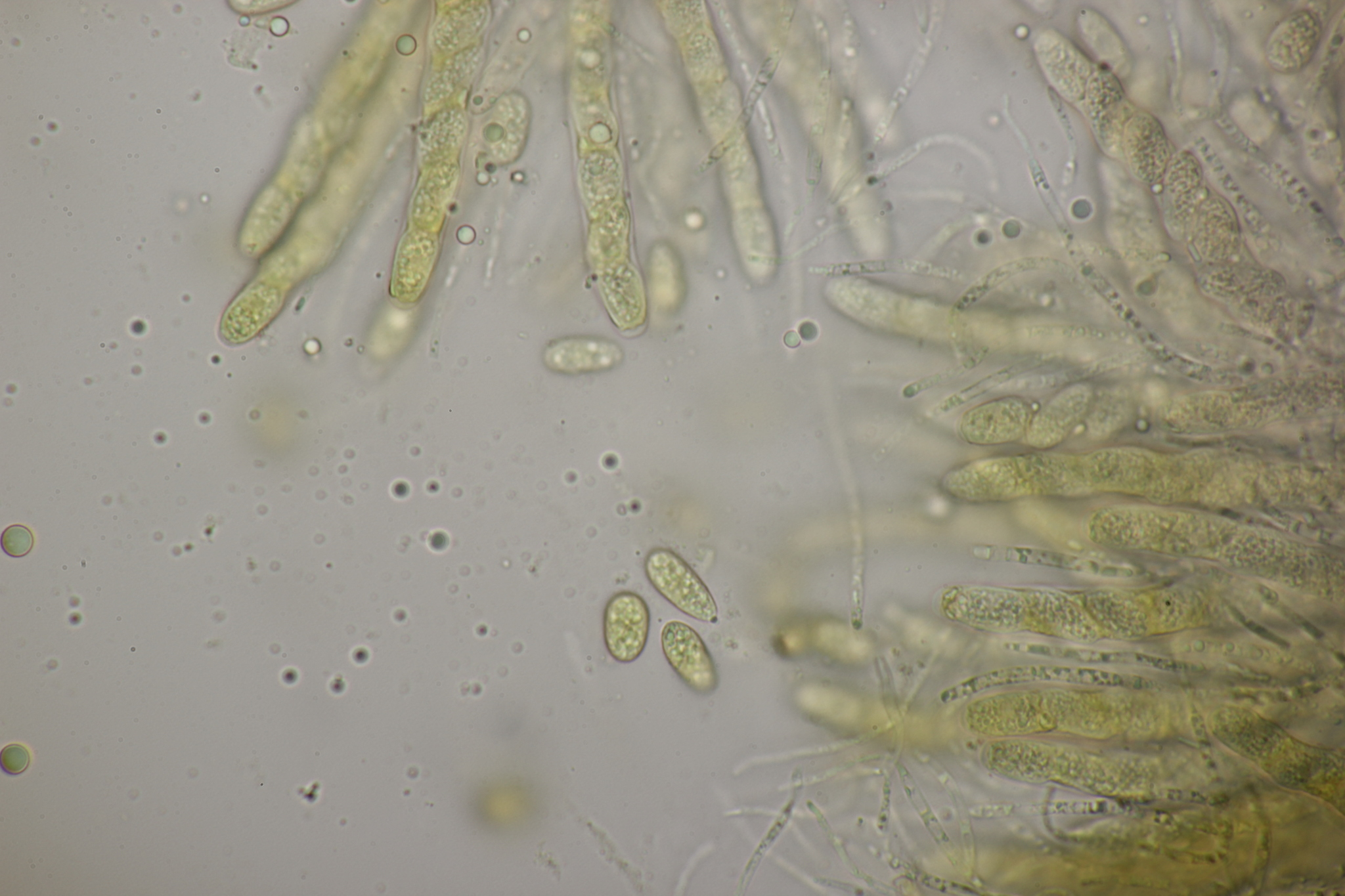